# Джованнини, Энрико
Энрико Джованнини (итал. Enrico Giovannini; род. 6 июня 1957, Рим) — итальянский статистик, экономист и политик, министр труда и социальной политики Италии (2013—2014). Министр инфраструктуры и транспорта (2021—2022).

## Биография
В 1981 году окончил Римский университет Ла Сапиенца по специальности «экономика и предпринимательство». В 1982 году начал работать в Национальном институте статистики (ISTAT), в 1989—1991 годах руководил исследовательской работой в Национальном институте изучения конъюнктуры (ISCO). С 2002 года — профессор экономической статистики на Экономическом факультете Римского университета Тор Вергата. С 2001 по 2009 год — главный статистик и директор Статистического управления ОЭСР.
24 июля 2009 года Совет министров Италии назначил Джованнини президентом ISTAT.
В 2011 году возглавил Конференцию европейских статистиков и Экономической комиссии ООН по проблемам Европы. Председатель совета попечителей проекта «Международная сравнительная программа», осуществляемого Всемирным банком для расчёта экономических потенциалов на основе паритета покупательной способности в мировом масштабе, председатель статистического консультативного совета ООН для расчёта индекса человеческого развития.
28 апреля 2013 года вступил в должность министра труда и социальной политики в правительстве Летта и сохранял её до истечения полномочий правительства 22 февраля 2014 года. 30 марта 2014 года президент Италии Джорджо Наполитано включил Джованнини в состав исследовательской группы «десяти мудрецов», которой была поставлена задача подготовить предложения по социально-экономическим реформам и проблемам совершенствования Европейского союза.
Джованнини является официальным представителем созданного в 2016 году Итальянского альянса за устойчивое развитие (Alleanza Italiana per lo Sviluppo Sostenibile) — аналитического центра, занятого выработкой мер, которые должны способствовать достижению Италией целей устойчивого развития к предложенному ООН сроку в 2030 году.
13 февраля 2021 года принесло присягу правительство Драги, в котором Джованнини получил портфель министра инфраструктуры и транспорта.
26 февраля 2021 года постановлением правительства по инициативе Джованнини Министерство инфраструктуры и транспорта реорганизовано в Министерство устойчивой инфраструктуры и мобильности.
23 мая 2021 года произошла катастрофа на канатной дороге на горе Моттароне с человеческими жертвами. 27 мая Джованнини заявил в ходе слушаний в Палате депутатов, что тормоза упавшего вагончика около месяца были неисправны.
22 октября 2022 года было сформировано правительство Мелони, в котором Джованнини не получил никакого назначения.

## Награды
- Кавалер Большого креста ордена «За заслуги перед Итальянской Республикой» (10 октября 2014 года)[10].